# Kibramoa suprenans pima
Kibramoa suprenans pima is een spinnensoort uit de familie Plectreuridae. De soort komt voor in de Verenigde Staten.